# Befrielsesteologi
Befrielsesteologien er en katolsk bevægelse og teologi i den tredje verden, der kæmper imod social uretfærdighed og skæv fordeling af ressourcer, der anses som udtryk for synd. Den opstod i 1960'ernes Latinamerika og er kraftigt inspireret af marxismen.
Befrielsesteologien skal også ses som et oprør imod den tradition, der siger at de fattige bare skal acceptere deres fattigdom og glæde sig til paradiset.
| Kristendom | Spire Denne artikel om kristendom er en spire som bør udbygges. Du er velkommen til at hjælpe Wikipedia ved at udvide den. |